# 5e brigade d'infanterie (Liban)
Pour la brigade existant de 1943 à 1945, voir 5e brigade spéciale de montagne.
Pour les articles homonymes, voir 5e brigade.
La 5e brigade d'infanterie est une unité de l'Armée libanaise. Créée en janvier 1983, elle a combattu pendant la guerre civile libanaise.

## Origines
Au lendemain de l'invasion israélienne du Liban de juin à septembre 1982, le président Amine Gemayel, convaincu qu'une force de défense nationale forte et unifiée était une condition préalable à la reconstruction de la nation, annonce  son intention de lever une armée de 60 000 hommes organisée en douze brigades (créées à partir de régiments d'infanterie existants), entraînées et équipées par la France et les États-Unis. La 5e brigade d'infanterie, reprenant le numéro de la 5e brigade spéciale de montagne, embryon de l'Armée libanaise existant de 1943 à 1945, est donc créée le 1er janvier 1983.

## Insigne
L'emblème de la brigade est composé d'un Phénix, un oiseau légendaire qui vit cinq siècles, posé sur un fond bleu ciel, tenant le chiffre arabe 5 et émergeant des flammes symbolisant le sacrifice et la résurrection, surmonté de la devise « de mes cendres surgit le Liban » écrite en lettres arabes

## Structure et organisation
La nouvelle unité passe d'un bataillon en sous-effectif comprenant trois compagnies de fusiliers à une brigade d'infanterie mécanisée entièrement équipée, capable d'aligner un bataillon de quartier général (QG), un bataillon blindé (le 54e) équipé de voitures blindées Panhard AML-90,, de chars légers AMX-13 (remplacés dans les années 1990 par des chars T-55A donnés par la Syrie)  et de chars de combat M48A5 , trois bataillons d'infanterie mécanisée (51e, 52e et 53e) équipés de véhicules blindés de transport de troupes Panhard M3 VTT, AMX-VCI  et M113, plus un bataillon d'artillerie (le 55e) mettant en service des obusiers américains M114 de 155 mm. La brigade dispose également d'un bataillon logistique, équipé de jeeps américaines M151A2, de pick-ups Land-Rover series III, Chevrolet C20 et Dodge Ram (de 1re génération) et de camions M35A2 de 2½ tonnes (6x6). Initialement commandée en 1983 par le colonel Gabriel Arsuni, remplacé plus tard par le colonel Khalil Kanaan, la brigade est stationnée en 1987 à Broummana dans le district de Metn à l'est de Beyrouth, son quartier général administratif étant situé à la caserne Raymond el-Hayek à Sarba, au nord de Jounieh, un bastion des Forces libanaises (FL).

## Historique des combats

### La guerre civile libanaise
Sous les ordres du colonel Kanaan, la cinquième brigade est positionnée dans la banlieue de Sin el Fil à l'est de Beyrouth dans le district du Metn en tant que force de réserve. Sa principale mission pendant la guerre dans la montagne est de fournir un soutien aux autres brigades de l'armée libanaise déployées dans la région du Grand Beyrouth. Le 6 février 1984, le commandement de l'armée libanaise pour la région du Grand Beyrouth décide d'envoyer le 52e bataillon d'infanterie à bord de véhicules de transport de troupes M113, soutenu par un escadron de chars M48A5, pour une mission de patrouille de routine, dont l'itinéraire prévu est de passer par la banlieue de Dora, le passage du Musée sur la Corniche el Mazraa, l'hôpital Barbir dans le quartier d'Ouza'i, le pont de Kola et le quartier résidentiel et commercial du front de mer de Raouché. Alertées par la présence d’une force militaire aussi importante entrant dans Beyrouth-Ouest – qu’elles considéraient avec suspicion comme anormalement renforcée pour une simple mission de routine – les forces de la milice Amal interprètent à tort ce mouvement comme une tentative déguisée des forces gouvernementales de s’emparer par la force des banlieues sud-ouest contrôlées par les chiites de la capitale libanaise. Alarmé, le commandement d'Amal émet aussitôt un ordre de mobilisation générale dans les rangs de sa milice, et dès que la patrouille de l'armée libanaise arrive au pont Fouad Chéhab, près de l'hôpital Barbir, elle tombe dans une embuscade. Plusieurs chars M48 en tête de colonne sont touchés par des dizaines de tirs antichars RPG-7, ce qui stoppe l'avancée de toute la patrouille.
Lors des affrontements de février 1986 à Beyrouth-Ouest entre la milice chiite Amal et l'armée libanaise, la cinquième brigade est expulsée vers Beyrouth-Est lorsque la sixième brigade, à majorité chiite, refuse de participer aux combats contre ses coreligionnaires d'Amal. En 1987, des unités de la cinquième brigade sont déployées dans la ville stratégique de Souk El Gharb pour empêcher les artilleurs druzes de la milice de l'Armée populaire de libération (APL) de bombarder la capitale. À la fin des années 1980, la cinquième Brigade est considérée comme fidèle au Président du Liban, mais les observateurs pensent que si elle était appelée à combattre une milice chrétienne, elle pourrait rester neutre. Durant les derniers jours de la guerre civile, la cinquième brigade tient Souk El Gharb jusqu'au 13 octobre 1990, date à laquelle l'unité est vaincue par une alliance des miliciens druzes du PSP/PLA, des Forces libanaises - Commandement exécutif (LFEC) chrétiennes, du Parti social nationaliste syrien (SSNP) et des troupes de l'Armée syrienne.

### Depuis 1990
À la fin de la guerre, en octobre 1990, la cinquième brigade est réintégrée dans la structure des Forces armées libanaises (FAL).